# Gia
Gia (no Brasil: Gia - Fama e destruição) é um telefilme americano de 1998 exibido pela HBO e estrelado por Angelina Jolie. O filme conta a vida da modelo Gia Carangi. Foi dirigido por Michael Cristofer e com roteiro de Cristofer e Jay McInerney.
No Brasil, recebeu classificação 18 anos.

## Sinopse

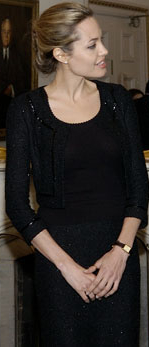

Gia Carangi (Angelina Jolie) sai da Filadélfia e se muda para Nova Iorque para se tornar uma modelo e chama imediatamente a atenção da poderosa agente Wilhelmina Cooper (Faye Dunaway). Sua atitude e a beleza a ajudam a levantar-se rapidamente na vanguarda da indústria da moda, mas sua solidão persistente a leva a experimentar drogas como a cocaína. Ela se envolve num caso amoroso com Linda (Elizabeth Mitchell), uma maquiadora. No entanto, depois de um tempo Linda começa a se preocupar com o uso de drogas Gia e dá-lhe um ultimato. Gia escolhe as drogas. Tentativas fracassadas de reconciliação com Linda e com a mãe Kathleen, levam Gia a abusar da heroína. Mas depois de, finalmente, terminar com seu vício depois de muito esforço, ela contrai o vírus da AIDS de uma agulha contendo sangue contaminado e morre de complicações da AIDS em 1986, aos 26 anos de idade.

## Elenco
- Angelina Jolie .... Gia Carangi
- Elizabeth Mitchell .... Linda
- Eric Michael Cole .... T.J.
- Kylie Travis .... Stephanie
- Louis Gimbalvo .... Joseph "Joe" Carangi
- John Considine .... Bruce Cooper
- Scott Cohen .... Mike Mansfield
- Edmund Genest .... Francesco
- Mercedes Ruehl .... Kathleen Carangi
- Faye Dunaway .... Wilhelmina Cooper
- Holly Baker .... Enfermeira do setor de emergência
- Mila Kunis .... Jovem Gia

## Principais prêmios e indicações
Emmy Awards
- Venceu na categoria de Melhor Edição.
- Recebeu cinco indicações, nas categorias de Melhor Atriz em Minissérie ou Filme (Angelina Jolie), Melhor Elenco, Melhor Figurino, Melhor Produção de Filme para TV e Melhor Roteiro para Minissérie ou Filme.

Globo de Ouro
- Venceu nas categorias de Melhor Atriz em Minissérie ou Filme para TV (Angelina Jolie) e Melhor Atriz Coadjuvante em Série, Minissérie ou Filme para TV (Faye Dunaway).
- Indicado na categoria de Melhor Minissérie ou Filme para TV.